# Crotonase
Une crotonase est une protéine qui présente une structure quaternaire trimérique préservée, pouvant parfois se présenter comme un hexamère consistant en un dimère de deux trimères, et dont le cœur est constitué de quatre tours d'une superhélice (bêta/bêta/alpha)n.
Certaines enzymes de cette famille possèdent une activité déshalogénase, hydratase et isomérase, tandis que d'autres sont impliquées dans la formation et le clivage de liaisons C–C ainsi que l'hydrolyse des thioesters. Ces différentes enzymes partagent néanmoins la nécessité de devoir stabiliser un anion énolate intermédiaire issu d'un substrat acyl-CoA. Ceci est réalisé à l'aide de deux groupes peptidiques NH structurellement conservés qui fournissent des liaisons hydrogène aux groupes carbonyle des substrats acyl-CoA. Les thioesters de la coenzyme A se lient en formant un crochet caractéristique et un tunnel conservé relie le groupe pantéthéine de la coenzyme A.